# Amat z Sionu
Amat z Sionu, znany też jako Amat z Sitten lub Amat z Sion (zm. 690 ) – biskup Sionu, święty chrześcijański. 
Żył w VII w. Był biskupem Sionu (germańskie Sitten). W czasach Teodoryka III wygnany ze swej diecezji. Zmarł w roku 690 w klasztorze Breuil.  Jak głosi legenda aby uniknąć pokusy chciwości wyrzucał pieniądze do rzeki.
W ikonografii przedstawiany jest w stroju biskupim. Atrybutem świętego są monety, które wrzuca do rzeki.